# Novoť
Novoť je naseljeno mjesto u okrugu Námestovo u Žilinskom kraju u Slovačkoj.

## Stanovništvo
| Godina:     | 1993. | 2003.    | 2013.   | 2023.   |
| ----------- | ----- | -------- | ------- | ------- |
| Broj ljudi: | 2775  | 3142     | 3446    | 3790    |
| Razlika:    |       | +13,22 % | +9,67 % | +9,98 % |

| Godina:     | 2022. | 2023.   |
| ----------- | ----- | ------- |
| Broj ljudi: | 3767  | 3790    |
| Razlika:    |       | +0,61 % |

Prema podatcima o broju stanovnika iz 2023. godine naselje je imalo 3790 stanovnika.

## Vanjske poveznice
|  | Zajednički poslužitelj ima još gradiva o temi Novoť |

- Službena stranica naselja (sl.)